# 防錆剤
防錆剤（ぼうせいざい、ぼうさびざい、英語：corrosion inhibitor）とは金属製品の錆を防ぐ薬剤のこと。防錆剤という名称は鉄に用いられるものを指すことが多く、他の金属に対しては腐食を防ぐという意味で腐食防止剤あるいは防食剤と呼ぶことが多い。
製品・用途を応じて色々なものがある。使用法からは、金属に塗布するもの、気体にして金属を処理するもの、金属製配管等に通す液体（水など）に添加するものなどがある。クラフト紙に防錆剤を塗布した包装資材は、防錆紙と呼ばれる。
錆や腐食を防ぐ機構としては、金属表面に被膜を形成するもの（ケイ酸塩、リン酸塩、アミン、酸化剤など）が多く、他に還元剤や錆の原因である酸素を除去する捕捉剤が用いられる。
銅版画､エッチングなど､銅板を使う版画の中には､間接凹版技法（腐蝕法）と呼ばれる、化学薬品などの腐食作用を利用した塑形ないし表面加工の技法がある。液体グランドや、固形グランドというアスファルト、蜜蝋、松脂、マスチック（乳香）を使った防錆剤を塗った銅板にニードルと呼ばれる道具で線を刻み､腐蝕液につけて腐食させることで凹版を得るのに使用する。